# Karine Huts
Catherine Joanna Felix Roberta Huts-Van den heuvel (Mechelen, 21 juni 1950) is een Belgisch auteur, kunstverzamelaar en voormalig magistraat en manager. Ze is de echtgenote van ondernemer Fernand Huts, met wie zij drie zonen heeft.

## Levensloop
Huts is de dochter van stafhouder Karel Van den heuvel van de balie van Mechelen en Yvonne Lenie. Ze studeerde rechten aan de KUL waar ze in 1973 afstudeerde met onderscheiding en voltooide in 1976 de tweede licentie criminologie met grote onderscheiding. 
In 1975 werd zij benoemd eerst als gerechtelijke stagiaire en daarna in 1976 als substituut procureur des konings bij het parket te Brussel. In 1981 werd ze benoemd als rechter bij de rechtbank van eerste aanleg te Dendermonde. 
Deze functie oefende ze uit tot 1992 waarna ze toetrad tot de onderneming van haar man Fernand Huts, de Katoen Natie NV. Zij werd er vice-voorzitter van en leidde de ICT-afdeling maar behield ook haar titel van ere-rechter. 

## Auteur
Na haar pensionering in 2015 gaf ze twee kookboeken uit. Ook schreef ze verschillende kinderboeken over het personage kabouter 'Isidoreke'.
Met de auteur Ivo Pauwels schreef ze de kroniek "Wat mijn kleinzoon weten moet". Hierin wordt het verhaal verteld van haar joodse oom die als veertienjarige jongen in 1939 in Antwerpen arriveert en de Tweede Wereldoorlog overleeft.
In 2020 verscheen van hun hand "Wat mijn moeder mij vertelde", over een modaal Mechels gezin dat de oorlog doorstond, waarbij de dochters tussen collaboratie en verzet hun eerste liefde vonden.

## Kunstverzamelaar
Huts zet zich actief in voor de kunstcollectie van Katoen Natie NV die is ondergebracht in de The Phoebus Foundation. Hierin bevinden zich onder andere antiek textiel, atlassen, werken van Vlaamse expressionisten en werken van Cobra. In 2011 was zij mede-organisator van '3500 jaar textielkunst' in het hoofdkwartier van Katoen Natie. In 2023 was zij de drijvende kracht achter het in Antwerpen geopende Cobra Depot, waarin de Cobracollectie van de stichting is te zien.

## Overige activiteiten
Tot aan de verhuizing naar het Verenigd Koninkrijk in 2013 was Karine Huts jarenlang ere-consul van de republiek Ecuador. Ze maakte ook deel uit van talrijke raden van bestuur: onder meer van I Fiamminghi, het MUHKA, de Allegretto Foundation en de commissie eigen vermogen van het KMSKA. In november 2023 werd zij opgenomen in de galerij der prominenten van het KMSKA.
Zij is ridder in de Leopoldsorde.
Samen met haar man werd ze in 2013 verkozen tot Maritiem echtpaar van het jaar en in 2015 tot VRG Alumni van het jaar. Samen met Michou Tritsmans richtte zij het jongerennetwerk the Young one’s op.

Ze is lid van Soroptimist International sedert 1993 en stichtend lid van de culturele club de Bourgondiërs. Ze was de drijvende kracht achter de tentoonstelling "Marriage Stories".